# Марксистсько-ленінська філософія
Марксистсько-ленінська філософія ― філософське вчення, створене на основі поглядів К. Маркса, Ф. Енгельса та В. І. Леніна, що здобуло закінчену форму в СРСР у 1930-х роках у Короткому курсі історії ВКП(б). Марксистсько-ленінська філософія є підвалиною ідеології марксизму-ленінізму, що стала базовою протягом десятиліть в XX столітті для соціалістичних країн, ряд яких розвинули власні варіанти марксизму-ленінізму (маоїзм, чучхе).
На даний момент, після розпаду СРСР і соціалістичного табору, марксистсько-ленінська філософія, позбувшись адміністративної підтримки, багато в чому втратила своє значення, зберігаючи його лише в Китаї, КНДР, В'єтнамі, ЛНДР та частково на Кубі.

## Основні положення
Прихильники марксизму-ленінізму стверджують, що він розвиває і послідовно проводить матеріалістичний принцип у розумінні об'єктивного світу і мислення, доповнюючи його діалектичним підходом, розвиваючи, за словами В. Леніна, діалектичну логіку як «вчення не про зовнішні форми мислення, а про закони розвитку" всіх матеріальних, природних і духовних речей", тобто розвитку всього конкретного змісту світу і пізнання його, тобто підсумок, сума, висновок історії пізнання світу». На їхню думку, марксистсько-ленінська філософія скасовує розрізнення між  онтологією, логікою і теорією пізнання.
Критики марксистсько-ленінської філософії, в тому числі марксисти, вказують на догматизм, при якому цитати з праць «класиків марксизму-ленінізму» ставали абсолютними аргументами в будь-якій філософській дискусії. Вони відзначають розпливчастість основних понять діалектики і необґрунтованість претензій марксистсько-ленінської філософії на науковий статус.

## Засіб ідеологічного контролю
Марксистсько-ленінська філософія стала засобом ідеологічного контролю в радянській науці, який у деяких випадках призводив до кампаній репресій, в ході яких цілі наукові напрямки оголошувалися «буржуазними» та «ідеалістичними», а їх прихильники піддавалися переслідуванням й репресіям, аж до фізичного знищення. Як зазначає найбільший фахівець з історії російської та радянської науки проф. Лорен Грехем: «З моєї точки зору, марксизм-ленінізм десь допоміг, а десь став перешкодою для науки. Найбільш наочний приклад — історія з Лисенком. Це той випадок, де марксистсько-ленінська ідеологія завадила. Але в інших випадках — і я в своїй книзі це вказував — марксистсько-ленінська філософія допомагала розвитку науки». Прикладом є сесія ВАСГНІЛ 1948 року, внаслідок якої генетика в СРСР опинилася під забороною до 1952 року і біологічна наука опинилася в застої майже на 20 років. Цікаво, що в ході цієї дискусії «ідеалістичним» було оголошено поняття про спадкову речовину (тобто матерію), а «матеріалістичним» — містячий елементи телеології неоламаркізм Т. Д. Лисенка і неовіталістська теорія «живої речовини» О. Б. Лепешинської.